# Estepa desértica de la cuenca de los Grandes Lagos
La ecorregión de la estepa desértica de la cuenca de los Grandes Lagos (WWF ID: PA1316) cubre la cuenca cerrada centrada en el lago Uvs, una cuenca endorreica salina (es decir, sin drenaje externo al océano) en el noroeste de Mongolia. Una parte de la ecorregión se extiende a lo largo de la región hasta Rusia.   La Depresión de los Grandes Lagos es importante para las aves migratorias, acuáticas y marinas. La ecorregión se encuentra en la ecozona Paleártico y el bioma de desiertos y matorrales xerófilos y tiene una extensión de 157 212 km².

## Localización
La ecorregión se extiende aproximadamente 500 km de oeste a este y 600 km de norte a sur, para abarcar la cuenca del lago Uvs en el noroeste de Mongolia y las zonas fronterizas con Rusia. Aparte de los lagos, el terreno está formado de arcilla y grava con pendientes suaves, principalmente en elevaciones de 700 a 2000 metros. Las montañas de los márgenes alcanzan hasta 4000 metros sobre el nivel del mar Intercaladas hay extensiones de arena desnuda, pantanos y afloramientos rocosos.

## Clima
El clima característico de la ecorregión es clima semiárido frío (clasificación climática de Köppen (BSk)). Este clima se caracteriza por una alta variación de temperatura, tanto diaria como estacional; con escasas precipitaciones e inviernos frescos. La precipitación media anual en la región es de 167 mm. La temperatura media en enero es −26,6 grados Celsius (−15,9 °F), y en julio es de 18,8 grados Celsius (65,8 °F)

## Flora y fauna
La cuenca es un área de gran biodiversidad, porque incorpora muchas zonas de transición, como de estepa a desierto, de agua dulce a agua salada y de baja a gran altitud. Están representadas las comunidades florales asociadas con todos estos biomas de Asia central. La diversidad de especies también es alta porque el área está relativamente al margen del desarrollo humano. Es una zona aislada, sin antecedentes de explotación extensiva de recursos ni de agricultura intensiva. La única presencia humana significativa ha sido el pastoreo nómada.

## Áreas protegidas
Hay varias áreas protegidas a nivel nacional importantes que llegan a esta ecorregión:
- Área estrictamente protegida de Uvs Nuur (Mongolia), que cubre casi toda la superficie de la región.[1]
- Cuenca del Uvs Nuur (Rusia), una serie de pequeñas áreas protegidas ecológicamente representativas en el borde norte (ruso) de la cuenca del lago Uvs.
- Parque Nacional Har Us Nuur (Mongolia) cubre una cadena de tres grandes lagos en la depresión de los Grandes Lagos al oeste de Mongolia. Los lagos son: Jar-us, Khar y Dörgön.